# پالم بیچ (فیلم ۲۰۱۹)
پالم بیچ (به انگلیسی: Palm Beach) فیلمی محصول سال ۲۰۱۹ و به کارگردانی راشل وارد است. در این فیلم بازیگرانی همچون برایان براون، فرانسیس بری، ماتیلدا براون، ریچارد ئی. گرانت، ژاکلین مک‌کنزی، سم نیل و گرتا اسکاکی ایفای نقش کرده‌اند.